# عيسى ويدراوجو
عيسى ويدراوجو (بالإنجليزية: Issa Ouédraogo)‏ هو رياضي بارالمبي كندي في رمي الجلة ورمي القرص ورمي الرمح ولد في 28 أغسطس 1974.

## السيرة الذاتية
ولد عيسى ويدراوجو في بوركينا فاسو وأصيب بشلل الأطفال، وهو مرض معدي يمكن أن يسبب شلل في الساق، عندما كان في الرابعة من عمره. ومع العلاج السريع، الذي أعقبه ما يقرب من عامين من إعادة التأهيل، تمكن من المشي مرة أخرى. وهاجر إلى كندا في أوائل العقد الأول من القرن الحادي والعشرين.
في عام 2006، بدأ في تنمية اهتمامه بالرمي. شجعه أصدقاؤه في ألعاب القوى لذوي الاحتياجات الخاصة في شيربروك، كيبك، على تجربتها مع جان لاروش، مدرب الألعاب البارالمبية الرائد. انتقل إلى شيربروك لمتابعة دراسته الجامعية أثناء بدء تدريبه. زميله جاك مارتن - بطل العالم السابق في رمي الرمح ورمي الجلة - أصبح مرشد له.
شارك عيسى في أول مسابقة له في مايو 2006 في تورونتو، أونتاريو. وبعد بضعة أشهر، سجل رقما قياسيا وطنيا في رمي الرمح.

## مهنة رياضية
في عام 2006، أصبح ويدراوجو بطل رمي الرمح الكندي، وفي عام 2010، أصبح بطل رمي الجلة. يمثل كيبك في المسابقات الوطنية وكندا في المسابقات الدولية، بما في ذلك ألعاب بارابان الأمريكية في المكسيك في عام 2011. في عام 2013، تمت دعوته إلى مسابقة ليون العالمية لألعاب القوى في ليون، فرنسا، لكنه لم يتمكن من المنافسة بعد تعرضه لإصابة.
شارك ويدراوجو في بطولة المضمار والميدان الكندية في لندن، أونتاريو، في عام 2006؛ وندسور، أونتاريو، في عام 2007 و 2008؛ تورونتو في عام 2009 و2010؛ كالغاري، ألبرتا، في عام 2011 و 2012؛ ومونكتون، نيو برونزويك، في عامي 2013 و 2014.

## التعليم والأنشطة غير الرياضية
ويدراوجو حاصل على درجة البكالوريوس في العلاقات الدولية من جامعة شيربروك. في عام 2008، أوقف مسيرته الرياضية للتركيز على التدريب الدولي. وفي عام 2012، حصل على دبلوم الدراسات العليا في القيادة العامة، وفي عام 2013، بدأ في الحصول على دبلوم الدراسات العليا في السياسة العامة.
بالإضافة إلى ذلك:
- في عام 2014، كسفير للرياضيين ذوي الاحتياجات الخاصة، شارك في فيديو أنتجته جمعية شلل الأطفال في كيبك لزيادة الوعي بمتلازمة ما بعد شلل الأطفال.[8]
- من عام 2007 إلى عام 2013، كان سفير الرياضيين في مدينة شيربروك.[9][10]
- وفي عام 2008، حصل على جائزة REMI للمهاجرين في فئة الشخصية الرياضية. [11]
- حصل ثلاث مرات على منحة "آدا ماكنزي" للطلاب الرياضيين.